# خاد
سازمان خدمات اطلاعات دولتی که بیشتر با سرواژه خاد شناخته می‌شود، یک سازمان بود که مسئولیت امنیت داخلی، اطلاعات خارجی، ضداطلاعات و پلیس مخفی در دولت جمهوری دموکراتیک افغانستان را بر عهده داشت.

نشان خاد (۱۹۸۷–۱۹۸۰)

نشان خاد (۱۹۹۲–۱۹۸۷)

## تاریخچه

### پیش از خاد (-۱۹۷۹)
افغانستان یک سازمان اطلاعاتی به نام استخبارات، اطلاعات یا اداره گزارش اطلاعاتی، داشت. با این حال، ناظران اظهار داشته‌اند که این سازمان در رابطه با رهبران افغان ناکارآمد بوده است، زیرا آنها ترجیح می‌دادند از ارتباطات شخصی خود استفاده کنند. سردار عبدالولی، فرمانده سپاه اول ارتش مرکزی، علاوه بر این، شبکه جاسوسی و اطلاعاتی مخفی خود را داشت که در آن گروه‌های چپ‌گرا مانند حزب دموکراتیک خلق افغانستان و هواداران محمد داوود خان را تحت پیگرد قانونی قرار می‌داد. همچنین گفته می‌شود که ژنرال اسماعیل خان در طول «دهه قانون اساسی» و سلطنت محمد ظاهرشاه، عضوی از سازمان اطلاعات مخفی مدنی بوده است.
حزب دموکراتیک خلق افغانستان، آژانس اطلاعاتی داخلی/خارجی خود، آگسا (به پشتو: د افغانستان د ګټو د ساتنې اداره) پس از وقایع انقلاب ثور را تأسیس کرد و اسدالله سروری اولین مدیر آن بود. سروری به شکنجه هر کسی که با حزب دموکراتیک خلق افغانستان مخالف بود، معروف بود. عملیات آگسا در نهایت منجر به شورش علیه حزب دموکراتیک خلق افغانستان شد. آگسا علاوه بر این، یک کد مخفی بین اعضای آن، میرا جان، فاضل قادر و رئیس کمیته تحقیق آگسا داشت که توسط رحمت‌الله امید کشف شد و برای کشتن هر کسی که خلق او را دشمن می‌دانست، استفاده می‌شد. قتل‌ها در شب انجام می‌شد. این کد از طریق تلفن استفاده می‌شد و به زبان روسی بود و متن آن به این صورت بود: «هوا چطور است؟ آیا قرار است شلیک کنیم، آیا قرار است بکشیم؟».
آگسا علاوه بر این در اعدام اعضای پرچم در سال ۱۹۷۸ و اعدام افراد زیر نیز دست داشت:
- دگروال هدایت‌الله (رئیس عملیاتی وزارت دفاع)
- جگرن عارف
- جگرن خلیل‌الله (رئیس ستاد گردان ۲۴۲ چتربازان نیروی هوایی)
- جگرن محمد انور
- جگرن جیلانی
- جگرن سِیَر
- جگرن شیرجان (افسر گردان ۲۴۲ چتربازان نیروی هوایی)
- جگرن سید زمان‌الدین (افسر گردان ۲۴۲ چتربازان نیروی هوایی)
- جگرن عبدالباقی
- جگتورن محمدکریم
- جگرن عنایت
- قوماندان محمدموسی (فرمانده نیروی هوایی و پدافند هوایی افغانستان که مدرک ریاست ستاد ارتش خود را از ایالات متحده دریافت کرده است)
- جنرال محمدیونس (فرمانده لشکر یازدهم)
- قوماندان نوروز (فرمانده هنگ ۵۵ لشکر هفتم)
- جنرال سید عبدالغنی خان
- جنرال محمدصفر خان نورستانی
- جنرال احمدشاه گردیزی
- دگر جنرال محمدموسی نورستانی

به دستور حفیظ‌الله امین کمیته امنیت ملی به اختصار (کام) در سپتامبر ۱۹۷۹، جایگزین آگسا شد. چندین مقام آگسا تحت نظر قرار گرفتند یا دستگیر شدند. کام در مجموع ۷٫۰۰۰ کارمند داشت.
پس از پناه بردن اسدالله سروری به سفارت شوروی عزیز احمد اکبری، برای جانشینی او فراخوانده شد. اسدالله امین پس از دو ماه توسط عمویش به رهبری کام منصوب شد. کام پس از ورود رسمی شوروی به افغانستان در سال ۱۹۷۹، دوام چندانی نیاورد.

### خاد (۱۹۸۰–۱۹۸۶)
خاد در ۱۰ ژانویه ۱۹۸۰ ایجاد شد و رسماً توسط رئیس‌جمهور ببرک کارمل اعلام شد، با ۱۲۰۰ پرسنل در داخل حزب دموکراتیک خلق افغانستان که مسئولیت‌های اطلاعاتی را از کام در دسامبر ۱۹۷۹ به عهده گرفتند، که اکثر آنها طرفدار پرچم بودند. این گروه به عنوان «فعالان» شناخته می‌شد و تا مارس ۱۹۸۰ فعال بود، در ابتدا توسط محمد نجیب‌الله در کنار دکتر بها که در ایجاد ساختاری که بعداً به عنوان خاد شناخته شد، کار می‌کرد، رهبری می‌شد.
پس از استقرار نیروهای شوروی در افغانستان، خاد با کمک مسکو گسترش یافت که شامل تجهیزات شکنجه پیشرفته نیز می‌شد. محمد نجیب‌الله از فرصت سمت خود برای ارتقای جایگاه در حزب دموکراتیک خلق افغانستان استفاده کرد، پیش از آنکه سرلشکر غلام فاروق یعقوبی در نوامبر ۱۹۸۵ وظایف خاد را بر عهده بگیرد. مشاوران شوروی در کنار پرسنل خاد کار می‌کردند و تصمیمات مهم بدون نظر آنها گرفته نمی‌شد. در برخی موارد، مأموران خاد، اپراتورهای کاگ‌ب کاسکاد (آبشار) را در عملیات نفوذی ضد مجاهدین همراهی می‌کردند.  پرسنل خاد همچنین مجاز بودند از هرگونه استراتژی لازم برای اطمینان از عدم افشای هویت خود به عنوان افسران این آژانس استفاده کنند، زیرا یک مشاور سابق خاد اظهار داشت که پاکستانی‌ها نمی‌خواستند مأموران نیروهای ویژه خاد را زنده دستگیر کنند. در جریان حمله‌ای به پایگاه‌های ارتش در دره کران به رهبری احمد شاه مسعود در سال ۱۹۸۷، پایگاهی متشکل از ۲۰۰ سرباز بلافاصله سقوط کرد در حالی که ۱۶ مأمور خاد به مدت شش ساعت تا سرحد مرگ به مبارزه ادامه دادند. در پی این حادثه، دو نفر از رهبران خودکشی کردند و یک مأمور کشته شد که منجر به تسلیم شدن ۱۳ مأمور شد.